# Associazione professionale italiana dei consulenti di management

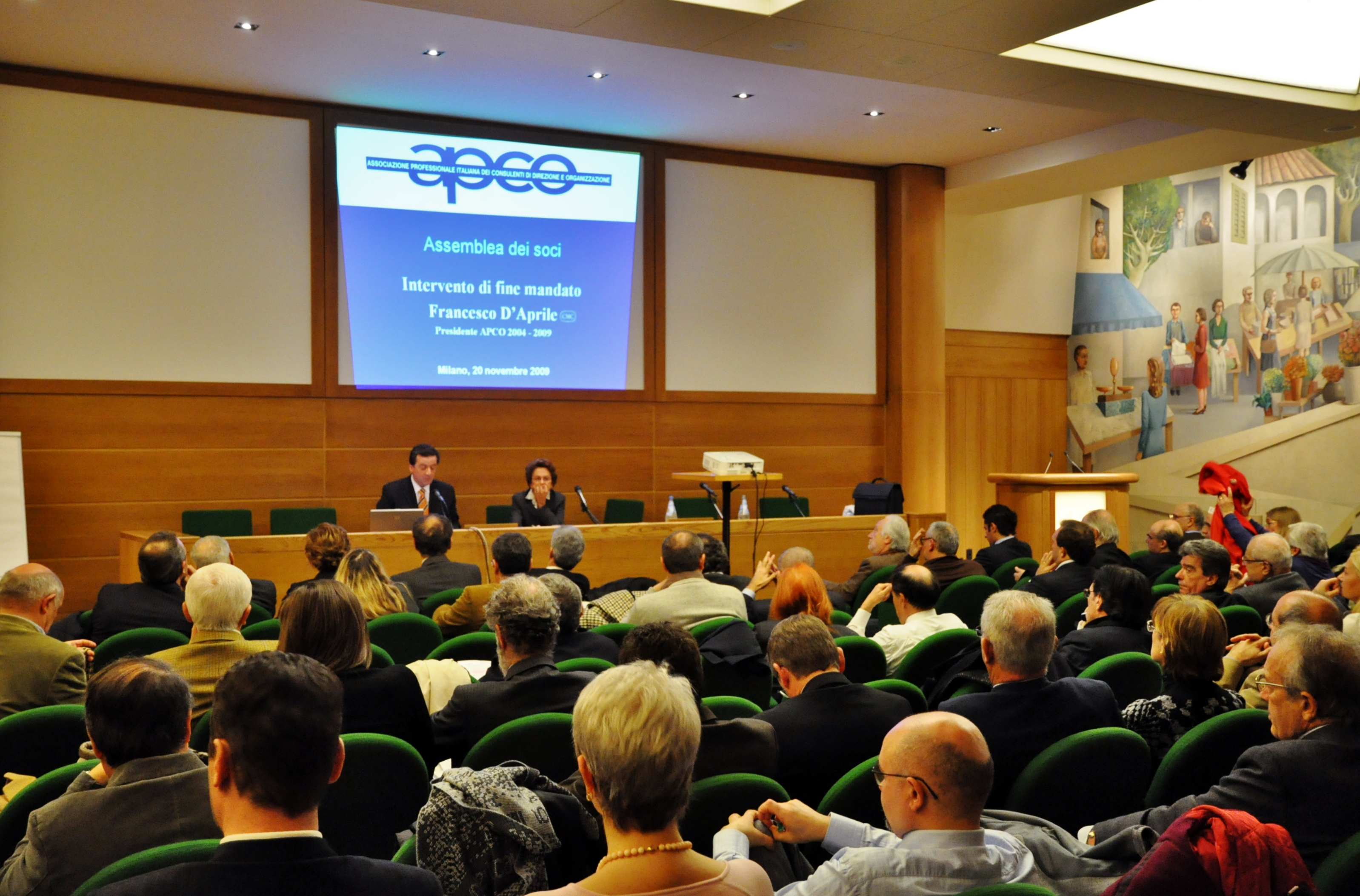
Immagine di un'Assemblea Nazionale degli Associati APCO presso la sede nazionale di Corso Venezia 49 a Milano.

L'Associazione professionale italiana dei consulenti di management, in breve APCO, è un'associazione di categoria che, nel nuovo assetto del sistema dualistico delle professioni delineato dalla legge 4/2013, rappresenta la figura professionale del consulente di management (in inglese management consulting), nell'ambito delle professioni non ordinistiche.

## Costituzione
APCO è stata costituita a Milano il 6 luglio 1968, originariamente con il nome di Associazione Professionale dei
Consulenti di Direzione ed Organizzazione Aziendale.

## Attività
Associa e qualifica coloro che in Italia svolgono l'attività di consulente di management, ed è inserita dal 2013 nell'elenco del Ministero dello Sviluppo Economico (Legge n. 4/2013 sulle “professioni non organizzate in ordini o collegi”), e dall'anno 2008 negli elenchi del Ministero di Grazia e Giustizia (D.Lgs. 206/2007).
Il termine "consulente di management" è andato affermandosi negli anni 2000 anche in Italia come evoluzione del termine consulente di direzione, utilizzato prevalentemente nei decenni precedenti. Dal novembre 2011, a seguito del recepimento in Italia della norma europea EN 16114:2011, viene utilizzato il termine consulente di direzione (consulente di management).

## Contesto internazionale
APCO dal 1989 Rappresenta l'Italia nell'ICMCI, International Council of Management Consulting Institutes l'organismo
internazionale che riunisce le associazioni professionali nazionali dei consulenti di management di circa 50 Paesi.
In quanto unico membro italiano accreditato da ICMCI, è abilitata a rilasciare ai consulenti di management in possesso dei requisiti professionali richiesti, la qualificazione di CMC - Certified Management Consultant.
APCO è identificata da ICMCI come "IMC Italy" (Institute of Management Consultants per l'Italia), questa denominazione è attribuita a ciascuna associazione nazionale che rappresenta un Paese nella federazione internazionale.
Dal 2022 Cesara Pasini è Presidente dell'EuroHub di ICMCI che raggruppa 24 IMC dell'area Europea e Mediorientale.
Nell'ambito della federazione internazionale, APCO ha organizzato in Italia i seguenti eventi internazionali:
Dal 17 al 19 maggio 1993, quando era in ICMCI da soli quattro anni, APCO ha organizzato a Roma il 4º Congresso Biennale di ICMCI.
Il 5 e 6 novembre 2004 ad Udine, APCO ha organizzato il primo evento mondiale di ICMCI denominato “Consultant meet Consultant and Client” 
costituito da momenti congressuali e da incontri internazionali bilaterali tra consulenti e clienti, promosso da APCO con la collaborazione di ICMCI e FEACO (European Federation of Management Consultancies Association). A seguito di questa positiva prima edizione, APCO ha organizzato anche il secondo evento “Consultant meet Consultant and Client” di ICMCI a Shanghai in Cina nel settembre 2005.
Dal 14 al 16 giugno 2006 APCO ha ospitato a Milano l'EuroHub ICMCI nel corso del quale fu deciso di avviare una fase esplorativa per la costituzione di un gruppo di progetto CEN per la stesura della prima norma europea sulla Consulenza di Management, dal quale nacque il gruppo normativo CEN/PC381.
Nel 2014 APCO ha celebrato il 25º anniversario di accreditamento da parte di ICMCI, ed il 6 ottobre 2014 alla sede APCO di Corso Venezia 49 a Milano si è tenuto un convegno per ricordare questo anniversario dal titolo: "25º anniversario di Apco in ICMCI e Manifesto per l'apporto dei Consulenti di Management all'Economia della Conoscenza d'Europa", nel corso del quale è stato ufficialmente presentato il "Manifesto per l'apporto dei Consulenti di Management all'Economia della Conoscenza d'Europa" proposto da APCO per tutte le IMC europee e presentato alle Autorità di Governo Italiane ed Europee.
Nel 2015 APCO ha organizzato dal 4 al 6 giugno l'EuroHub ICMCI, l'annuale meeting europeo dei delegati di tutte le associazioni europee aderenti ad ICMCI. Il programma dei 3 giorni ha avuto due giornate di attività congressuale a Bologna, ed una giornata a Milano all'interno di EXPO 2015.
Il 7 luglio 2015 APCO ha organizzato presso EXPO 2015 nel Padiglione della Società Civile (Cascina Triulza) l'evento: "Il lavoro dell'uomo, il lavoro del consulente di management per la sostenibilità" nell'ambito del ciclo "il senso ritrovato" promosso da Planet Life Economy Foundation (PLEF).
il 13 ottobre 2015 APCO ha sottoscritto in una specifica cerimonia organizzata presso Palazzo Italia in EXPO 2015, la Carta di Milano insieme al presidente ICMCI Sorin Caian, rafforzando ulteriormente il proprio impegno nello sviluppo della Sostenibilità Ambientale, Economica e Sociale.
Dal 15 al 19 Ottobre 2018, in occasione del 50ºAnniversario di fondazione, APCO ha organizzato ed ospitato a Milano la Conferenza Internazionale della Consulenza di Management e l'Assemblea dei Delegati dell'International Council of Management Consulting Institutes.

## Contesto normativo

### Norme Italiane
Nel 1995 APCO ha partecipato con UNI all'avvio del gruppo di lavoro GL1 della Commissione Servizi UNI per la stesura delle norme per la consulenza di management in Italia che in oltre 25 anni di lavoro ha prodotto oltre 10 edizioni di norme nazionali UNI.

#### Cronologia di emissione norme UNI prodotte dal GL1
La prima norma ad essere pubblicata nel 1999, dopo un triennio di lavoro, fu la UNI 10771:1999 “Consulenza di direzione - Definizioni, classificazione, requisiti e offerta del servizio”; seguì tra il 2001 ed il 2003 una fase di aggiornamento della prima norma che venne riemessa come UNI 10771:2003 con l'aggiunta della UNI 11067:2003 “Consulenza di direzione - Criteri di erogazione e controllo del servizio”.
Un ulteriore contributo venne dal lavoro del periodo 2004/2005 con l'emissione della UNI 11166:2005 “Consulenza di direzione - Linee guida per la scelta del consulente di direzione”; mentre nel 2006/2007 fu messa a punto una linea guida per i servizi di consulenza e formazione organizzativa nella Pubblica Amministrazione, con la UNI 11251:2007 “Consulenza di direzione - Linee guida per l'affidamento di servizi di consulenza e formazione organizzativa e direzionale da parte delle pubbliche amministrazioni, centrali e locali”.
A seguire vennero pubblicate altre due linee guida: la UNI 11369:2010 “Consulenza di direzione (management consulting) - Guida per la classificazione dei consulenti di direzione in base al sistema di competenze”, e la UNI/TR 11396:2011 “Guida all'utilizzo della consulenza di direzione (management consulting) per l'organizzazione, la gestione e lo sviluppo delle piccole imprese”.
Nel 2011, appena pubblicata dal CEN venne recepita la nuova norma europea: UNI EN 16114:2011 "Consulenza di direzione (Consulenza di Management)"poi ritirata nel 2018, sostituita dalla norna internazionale ISO 20700:2017 recepita in Italia come UNI EN ISO 20700:2018.
A seguito del lavoro di revisione normativa svolto dal GL1 UNI nel periodo 2012/2015, che ha integrato le precedenti norme UNI 10771, UNI 11067 ed UNI 11166, a marzo 2015 è stata pubblicata la nuova edizione UNI 10771:2015 "Consulenza di direzione (consulenza di management) - Valori, processo e competenze del servizio - Criteri applicativi della UNI EN 16114".
Nel 2019 è stata pubblicata la UNI 11369:2019 "Attività professionali non regolamentate - Consulente di management - Requisiti di conoscenza, abilità e competenza", nuova edizione integrata con i requisiti indicati dalla Legge 4/2013 secondo lo schema UNI APNR.

### Norme (Standards) Internazionali
APCO è stata tra i promotori e fondatori dei gruppi normativi CEN/PC381 ed ISO/PC280 Management Consultancy per lo sviluppo internazionale della normazione in materia di Consulenza di Management.

#### Europa (EN)
Nel periodo 2007/2008 ICMCI, UNI ed APCO, hanno promosso l'avvio del progetto CEN/PC381 Management Consultancy, gestito a segreteria italiana UNI, che dopo tre anni di lavoro nel 2011 ha pubblicato la norma EN 16114:2011 "Management consultancy services".
APCO ha proseguito l'attività con CEN/PC381 per la diffusione della norma EN 16114:2011 in Europa.

#### Internazionale (ISO)
In seguito al lavoro svolto in Europa, CMC-Global (ICMCI), UNI ed APCO hanno promosso nel periodo 2012/2013 la costituzione del gruppo normativo ISO/PC 280 "Management consultancy" dell'Organizzazione internazionale per la normazione, gestito a segreteria italiana UNI, che ha avviato i lavori a Milano il 20-21 febbraio 2014, ed ha realizzato la prima norma internazionale sulla Consulenza di Management, denominata: ISO 20700:2017 "Guidelines for management consultancy services", pubblicata dall'ISO il 1º giugno 2017.

 APCO ha partecipato attivamente e sostenuto i lavori di questo gruppo, coordinando uno dei sottogruppi che hanno lavorato al progetto di norma.

## Presidenti APCO

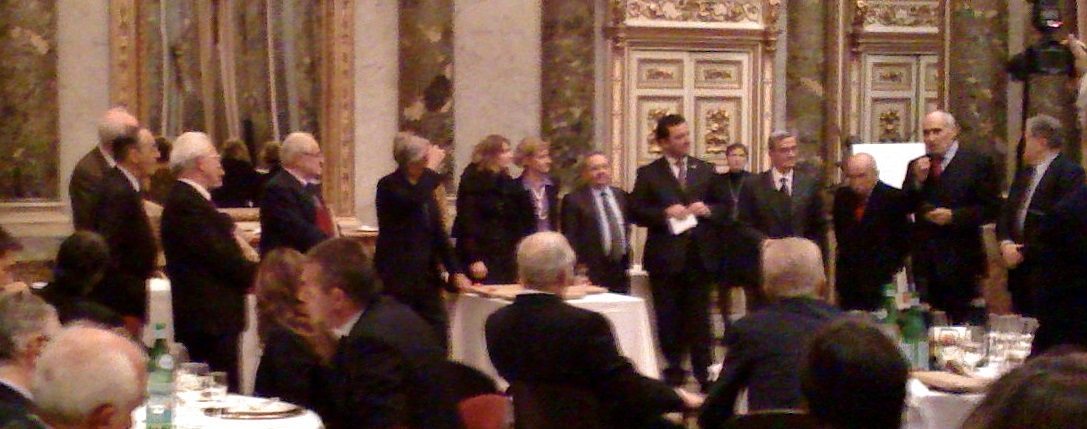
21-11-2008 Festa per i 40 anni di APCO (i Presidenti)

Dal 1968 al 1972 APCO è stata gestita collegialmente da un Consiglio Direttivo, e solo nell'assemblea del 1972 venne eletto il primo presidente.
- 1972 Wolfango Lindner,
- 1972/73 Aldo G. Lapone,
- 1973/74 Roberto Amadi,
- 1975 Bruno Gimpel,
- 1976 Piero Provenzali,
- 1980 Massimo Merlino,
- 1982 Franco Guazzoni,
- 1986 Giovanni B. Massa,
- 1988 Massimo Merlino,
- 1990 Gian Paolo Bonfanti,
- 1994 Claudio Antonelli,
- 2003 Francesco D'Aprile,
- 2009 Marco Beltrami,
- 2014 Giuseppe Bruni;
- 2017 Cesara Pasini;
- 2023 Francesco Catanese (in carica).

## Constantinus Award
l'Italia attraverso APCO partecipa da 2018 al Constantinus International Award un premio internazionale per la Consulenza di Management familiarmente chiamato "l'Oscar della Consulenza". l'edizione italiana del Constantinus Award è attiva dal 2018 ed ha registrato i seguenti vincitori:
- 2018: Livio Lavelli CMC
- 2019: Anna Bortoluzzi CMC
- 2020: Carlo Romanelli CMC e Alessandro Grecu CMC (ex aequo)
- 2021: Gabriele Casadei CMC
- 2022: Claudio Cocchi CMC
- 2023: Andrea Spensieri CMC